# Nazionale femminile di rugby a 15 dell'Unione Sovietica
La nazionale di rugby a 15 femminile dell’Unione Sovietica (in russo Женская Сборная СССР по регби?, Ženskaija sbornaja SSSR po regbi) è la selezione di rugby a 15 femminile che rappresentò l’Unione Sovietica in ambito internazionale tra il 1990 e il 1991.
Nella sua brevissima attività (poco meno di 8 mesi) disputò sei incontri, tutti persi, tra il RugbyFest del 1990 in Nuova Zelanda e la Coppa del Mondo di rugby femminile 1991 per poi seguire la sorte del suo Paese che cessò di esistere a fine 1991.
Le sue più dirette eredi sono il Kazakistan, che esordì nel 1993, e la Russia, che esordì nel 1994; entrambe presero parte alla prima coppa del mondo organizzata dalla IRB nel 1994.

## Storia
Benché una nazionale maschile di rugby dell’URSS esistesse già dalla metà degli anni settanta con risultati ragguardevoli (vari secondi posti alla Coppa FIRA e un invito a partecipare alla Coppa del Mondo di rugby 1987 declinato per ragioni politiche), il rugby femminile attese quasi tutti gli anni ottanta per strutturarsi e poter presentare una propria rappresentativa, il cui esordio incidentalmente coincise con l’ultimissimo periodo di vita del Paese.
L’esordio internazionale dell’URSS femminile avvenne ad agosto 1990 a Christchurch, in Nuova Zelanda, in occasione di una manifestazione quadrangolare chiamata RugbyFest, e organizzata dalla federazione di casa che invitò, oltre alle sovietiche, anche le rappresentanti di Paesi Bassi e Stati Uniti.
Il primo incontro della competizione fu una sconfitta per 0-8 dalla Nuova Zelanda; quello successivo, un 4-12 subìto dai Paesi Bassi, è statisticamente rilevante perché in esso la squadra segnò gli unici punti (una meta) della sua storia.
La terza sconfitta del torneo giunse a opera degli Stati Uniti per 0-32.
La spedizione alla Coppa del Mondo di rugby femminile 1991 in Galles fu problematica per le atlete sovietiche: sottofinanziate dalla loro federazione, erano state sostenute economicamente solo per il viaggio in Regno Unito e ritorno, ma non furono praticamente corrisposte loro le spese di vitto e alloggio; atterrarono inoltre a Heathrow con due giorni di ritardo per problemi sorti durante il trasferimento e arrivarono a Cardiff solo per l’antivigilia del torneo.
Nonostante le difficoltà finanziarie e la prima sconfitta per 0-28 contro i Paesi Bassi, le sovietiche riuscirono a guadagnare la sussistenza con espedienti vari: essendo riuscite a contrabbandare ingenti quantitativi di vodka all’aeroporto londinese, li rivendettero clandestinamente in Galles insieme ad altri souvenir portati dalla madrepatria; saputo delle ristrettezze in cui versavano, le altre atlete contribuirono alle spese di alloggio e anche la solidarietà dei lavoratori gallesi, tra cui quella della madre di una delle giocatrici della squadra di casa, permise alla squadra di portare a termine la spedizione, che si risolse in una seconda sconfitta per 0-46 dagli Stati Uniti, la più pesante della loro breve storia, e infine uno 0-38 dal Canada nella semifinale per le posizioni di rincalzo, che fu l’ultima partita della nazionale, a sette mesi e mezzo dal suo esordio, e singolarmente senza aver mai giocato sul proprio terreno.
I successivi eventi politici in URSS portarono allo scioglimento dell’unione e all’indipendenza delle quindici repubbliche ex sovietiche, con conseguente fine di qualsiasi rappresentativa nazionale unificata, eccezion fatta per il breve periodo in cui sopravvissero le formazioni della Comunità degli Stati Indipendenti, tra cui la squadra maschile.
Delle squadre a 15 post-URSS che hanno ereditato la partecipazione a tornei di primo livello, la prima a vedere la luce fu quella del Kazakistan che esordì nel 1993; la Russia debuttò invece un anno più tardi ed entrambe presero parte alla Coppa del Mondo 1994 (in cui proprio la Russia disputò il suo incontro d’esordio).
Kirghizistan e Uzbekistan hanno invece esordito nel primo decennio del nuovo millennio, senza però ancora essersi qualificate alla rassegna mondiale.
Più recentemente, nel 2025 ha esordito anche la rappresentativa femminile della Georgia, Paese che in tale periodo ha vinto, a livello maschile, sedici campionati europei.

## Statistiche

### Incontri disputati
| Data           | Sede         | Incontro                             | Note            |
| -------------- | ------------ | ------------------------------------ | --------------- |
| 28 agosto 1990 | Christchurch | Nuova Zelanda — Unione Sovietica 8-0 | Test match      |
| 30 agosto 1990 | Christchurch | Paesi Bassi — Unione Sovietica 12-4  | Test match      |
| 31 agosto 1990 | Christchurch | Stati Uniti — Unione Sovietica 32-0  | Test match      |
| 8 aprile 1991  | Rhondda      | Paesi Bassi — Unione Sovietica 28-0  | Coppa del Mondo |
| 10 aprile 1991 | Cardiff      | Stati Uniti — Unione Sovietica 46-0  | Coppa del Mondo |
| 11 aprile 1991 | Cardiff      | Canada — Unione Sovietica 38-0       | Coppa del Mondo |

### Riepilogo per avversario
| Avversario      | Primo incontro  | G | V | N | P | PF | PS  | % V/G |
| --------------- | --------------- | - | - | - | - | -- | --- | ----- |
| Canada          | 1991            | 1 | 0 | 0 | 1 | 0  | 38  | 0     |
| Nuova Zelanda   | 1990            | 1 | 0 | 0 | 1 | 0  | 8   | 0     |
| Paesi Bassi     | 1990            | 2 | 0 | 0 | 2 | 4  | 40  | 0     |
| Stati Uniti     | 1990            | 2 | 0 | 0 | 2 | 0  | 78  | 0     |
| Totale generale | Totale generale | 6 | 0 | 0 | 6 | 4  | 164 | 0     |